# 氟乙酰胺
氟乙酰胺（英語：Fluoroacetamide）是一种乙酰胺甲基上的氢原子被氟原子取代而成的有机化合物。它是一种代谢毒物，能阻断三羧酸循环，常用作灭鼠剂。